# Гёсль
Гёсль (нем. Gößl) — посёлок в Австрии, в федеральной земле Штирия. 
Входит в состав округа Лицен. Население 365 чел. Занимает площадь 6,00 км². Официальный код  —  61 215.